# Aleksandr Božko
Aleksandr Ivanovič Božko (in russo Алекса́ндр Ива́нович Божко́?; Groznyj, 8 marzo 1915 – Mosca, 26 ottobre 1977) è stato un sollevatore sovietico medagliato europeo, che ha gareggiato nelle categorie dei pesi medi e dei pesi massimi leggeri.

## Carriera
Iniziò la carriera di sollevatore a Mosca sotto la guida di Georgij Tenno. Dalla metà degli anni '30 fu uno dei principali sollevatori sovietici dei pesi massimi leggeri. Nel 1937 vinse la medaglia d'oro alle III Olimpiadi estive dei lavoratori svolte ad Anversa, in Belgio. Nel 1940 e nel 1943 divenne il campione sovietico, classificandosi secondo per sette volte (1936, 1938, 1939, 1944, 1945, 1946 e 1947) e terzo per una volta, nel 1937.
Dal 1945 gareggiò nella categoria dei pesi medi. Nel 1946 partecipò ai campionati mondiali ed europei di Parigi, dove si classificò rispettivamente al sesto posto e al terzo posto, conquistando la medaglia di bronzo. Nel 1947, sconfitto solo dal compagno di squadra Nikolaj Šatov, vinse la medaglia d'argento ai campionati europei di Helsinki. Nei tre esercizi classici (distensione lenta, strappo e slancio) stabilì 26 record sovietici, 5 dei quali furono record mondiali non ufficiali.
Terminata la carriera sportiva, è stato per circa vent'anni capo allenatore di sollevamento pesi delle Forze Armate. Tra i suoi allievi più famosi c'è il cinque volte campione del mondo Vladimir Stogov. Nella prima metà degli anni '70 ha allenato in Romania. Era conosciuto anche come autore di numerosi manuali metodologici sul sollevamento pesi e sul kettlebell lifting.